# Hoplopteron terquemi
Hoplopteron terquemi is een slakkensoort uit de familie van de Eulimidae. De wetenschappelijke naam van de soort is voor het eerst geldig gepubliceerd in 1876 door P. Fischer.